# Jef Aerts
Jef Aerts (Leuven, mei 1972) is een Vlaams schrijver en dichter. Zijn fantasievolle werk wordt vooral geprezen voor de stilistische kracht, de grote emotionele verfijning en de onderhuidse gelaagdheid. Nadat hij vier romans en een dichtbundel voor volwassenen publiceerde, begon Aerts in 2012 te schrijven voor kinderen en jongeren. Zijn boeken werden onder meer bekroond met de prestigieuze Boekenleeuw, prijs voor het beste kinder- en jeugdboek in Vlaanderen. In Nederland kreeg Aerts viermaal een Zilveren Griffel. Kinderboeken van Jef Aerts worden vertaald in meer dan 18 talen, waaronder Engels, Duits, Japans, Zweeds, Chinees, Russisch en Perzisch. Hij werd genomineerd voor de internationale Astrid Lindgren Memorial Award 2026.

## Werk voor volwassenen
Aerts debuteerde in 1999 met de roman Haeren Majesteit bij Manteau/De Bezige Bij. In 2001 volgde Vertezucht, dat nog datzelfde jaar door theatergezelschap de Roovers in de Brusselse KVS voor het toneel werd bewerkt. Zijn derde roman, De nadagen, verscheen in 2003 bij uitgeverij De Bezige Bij, Amsterdam. In het najaar van 2008 werd zijn vierde roman Rue Fontaine d'Amour voorgesteld.
In april 2006 verscheen de eerste dichtbundel van Aerts, Voor je er bent, uitgegeven door De Bezige Bij. Als toneelauteur werkte Jef Aerts samen met theatergezelschappen als de Roovers, Toneelgroep Amsterdam en Zuidelijk toneel Hollandia. In de zomer van 2009 werd hij als writer in residence uitgenodigd op het National Arts Festival en het Schools Festival in Grahamstown, Zuid-Afrika. 

## Kinder- en jeugdboeken
Sinds 2012 schrijft Jef Aerts hoofdzakelijk kinderboeken. In juni 2012 verscheen Het kleine paradijs bij Em. Querido's Uitgeverij, Amsterdam. Het boek werd genomineerd voor de Boekenleeuw 2013 en de Vlaamse Kinder- en Jeugdjury 2014.
Groter dan een droom, het prentenboek dat Jef Aerts maakte met de Nederlandse illustratrice Marit Törnqvist, verscheen in januari 2013. Het is een troostrijk en prachtig geïllustreerd boek waarin een jongetje een fietstocht maakt met zijn overleden zusje. "Groter dan een droom" werd gepubliceerd in acht talen en verscheen ook in Zweden, Duitsland, Japan, Denemarken, Korea, Italië, China en Iran.
In Vissen smelten niet (Querido, oktober 2013), maakt een jongen een spannende tocht over een ijsweg, met in zijn tas de lievelingsvis van zijn depressieve vader. 
Zowel Groter dan een droom als Vissen smelten niet werden in 2014 bekroond met een Zilveren Griffel. Beide boeken werden ook geselecteerd voor de shortlist van de Boekenleeuw, de belangrijkste prijs voor jeugdliteratuur in Vlaanderen. Uiteindelijk won Groter dan een droom zowel de Boekenleeuw, als de prijs van het publiek.
Voorjaar 2015 verscheen Aerts' de kinderroman Paard met laarzen (Querido, mei 2015). Dit paardenverhaal met weerhaakjes werd genomineerd voor de prijs van de Kinder- en Jeugdjury Vlaanderen 2017. De vertaalrechten werden verkocht aan Servië (Kreativni Centar) en Hongarije (Móra).
Samen met de Nederlandse illustrator Sanne te Loo maakte Jef Aerts in 2017 het tedere prentenboek Kersenhemel. Hierin vertelt hij over de diepe vriendschap tussen twee kinderen in een fruitplantage. Ondanks de verhuis van Adin (en de onuitgesproken sociale/culturele verschillen) doen ze er alles aan om met elkaar verbonden te blijven. Het boek werd bekroond met een Vlag en Wimpel van de Griffeljury. Voorjaar 2019 verscheen de Engelse vertaling, Cherry Blossom and Paper Planes.
In De blauwe vleugels vertelt Aerts het verhaal van twee bijzondere broers die een tocht maken op een tractor, de kraanvogels achterna. De illustraties zijn van Martijn van der Linden. Het boek werd bekroond met een Zilveren Griffel 2019 en werd gekozen als Vlaamse laureaat voor de internationale Ibby Honour List 2020. In september 2020 verscheen de Engelse vertaling The Blue Wings bij uitgeverij Levine Querido, New York.
In 2021 verscheen De nacht van Ronke. Ronke houdt van hardlopen.Hoewel ze blind is wil ze dolgraag rennen, in open lucht, zonder begeleiding. Haar buddy op een zomerkamp zou contact kunnen nemen met zijn grootvader die hij nog nooit gezien heeft. Een dubbele uitdaging waarin ze elkaar kunnen aansporen. Het boek werd reeds vertaald en uitgegeven in het Sloveens, Italiaans en het Turks.
Voor Roversjong (2024) werkte Aerts opnieuw samen met illustrator Martijn van der Linden. In dit tijdloze voorleesverhaal ontfermt een kip zich over een jong vosje, dat door de andere kippen wordt gezien als 'een kind van de vijand.' Het boek werd bekroond met een Zilveren Griffel 2025. 

## Prijzen en nominaties (selectie)
- 2014: Boekenleeuw voor Groter dan een droom, geïllustreerd door Marit Törnqvist
- 2014: Publieksprijs Boekenleeuw voor Groter dan een droom, geïllustreerd door Marit Törnqvist
- 2014: Zilveren Griffel voor Vissen smelten niet
- 2014: Zilveren Griffel voor Groter dan een droom, geïllustreerd door Marit Törnqvist
- 2018: Vlag en Wimpel voor Kersenhemel, geïllustreerd door Sanne te Loo
- 2019: Zilveren Griffel voor De blauwe vleugels, geïllustreerd door Martijn van der Linden
- 2020: Laureaat Ibby Honour List voor De blauwe vleugels, geïllustreerd door Martijn van der Linden
- 2024: Finalist Premio Strega Ragazze e Ragazzi voor Groter dan een droom, geïllustreerd door Marit Törnqvist
- 2025: Zilveren Griffel voor Roversjong, geïllustreerd door Martijn van der Linden
- 2026 - Nominatie Astrid Lindgren Memorial Award